# Danh sách giải thưởng và đề cử của T-ara
T-ara là nhóm nhạc nữ Hàn Quốc ra mắt vào ngày 29 tháng 7 năm 2009 bởi Core Contents Media, nay là MBK Entertainment. Cuối năm sau khi ra mắt, T-ara nhận giải Tân binh của năm tại Golden Disk Awards. Năm 2010, T-ara nhận giải Nghệ sĩ mới xuất sắc nhất và Giải Bonsang tại Seoul Music Awards và MelOn Music Awards. Năm 2011, đĩa đơn "Roly-Poly" giúp T-ara mang về 3 giải thưởng âm nhạc lớn, gồm Giải âm nhạc kỹ thuật số, Video âm nhạc xuất sắc nhất và Đĩa đơn của năm. Năm 2012, T-ara cũng giành thêm 2 giải Đĩa đơn của năm cho "Lovey-Dovey" tại Gaon Chart K-Pop Awards và Golden Disk Awards, cùng 2 giải Bonsang tại Seoul Music Awards và MelOn Music Awards.
Ngày 1 tháng 1 năm 2010, T-ara giành chiến thắng đầu tiên trên một chương trình âm nhạc với tiết mục "Bo Peep Bo Peep", đĩa đơn đã nhận tất cả năm cúp. Cùng năm, "I Go Crazy Because of You" mang cho T-ara thêm 3 cúp. Năm 2011, T-ara giành tổng cộng 5 cúp cho hai đĩa đơn "Roly-Poly" và "Cry Cry". Năm 2012, T-ara đạt thành công lớn khi "Lovey-Dovey" giúp nhóm nhận về 13 cúp trên bốn sân khấu âm nhạc, gồm 4 cúp trên Music Bank, 3 cúp trên Inkigayo, 2 cúp trên M! Countdown và 4 cúp trên Music on Top. Trên chương trình âm nhạc The Show ngày 20 tháng 6 năm 2017, T-ara đã có chiến thắng đầu tiên sau 5 năm với ca khúc "What’s My Name?", đây là chiếc cúp đầu tiên mà T-ara nhận được sau lần cuối cùng nhận cúp vào tháng 2 năm 2012 cho "Lovey-Dovey".

## Giải thưởng và đề cử

### Hàn Quốc

#### Asia Artist Awards
Asia Artist Awards là giải thưởng đầu tiên chọn ra các nghệ sĩ chiến thắng trên cả hai lĩnh vực ca hát và diễn xuất, dựa vào hiệu suất xuất sắc của họ ở Hàn Quốc cũng như trong khu vực châu Á.
| Năm  | Hạng mục                            | Đề cử cho | Kết quả | Ref   |
| ---- | ----------------------------------- | --------- | ------- | ----- |
| 2016 | Nghệ sĩ được yêu thích nhất (Ca sĩ) | T-ara     | Đề cử   | [ 1 ] |
| 2017 | Nghệ sĩ được yêu thích nhất (Ca sĩ) | T-ara     | Đề cử   |       |

#### Asia Jewelry Awards
| Năm  | Hạng mục       | Đề cử cho | Kết quả   | Ref   |
| ---- | -------------- | --------- | --------- | ----- |
| 2011 | Giải kim cương | T-ara     | Đoạt giải | [ 2 ] |

#### Cyworld Digital Music Awards
Giải thưởng âm nhạc kỹ thuật số Cyworld là giải được tính bởi doanh số bán hàng kỹ thuật số cộng với sự lựa chọn nhạc nền từ người sử dụng mạng xã hội Cyworld ở Hàn Quốc. Giải thưởng được thành lập vào năm 2006 dựa trên bảng xếp hạng BGM.
| Năm  | Hạng mục                            | Đề cử cho                             | Kết quả   | Ref   |
| ---- | ----------------------------------- | ------------------------------------- | --------- | ----- |
| 2009 | Tân binh của tháng (Tháng 8)        | "Lie"                                 | Đoạt giải |       |
| 2009 | Nghệ sĩ có sự hợp tác xuất sắc nhất | "TTL (Time to Love)" (cùng Supernova) | Đoạt giải | [ 3 ] |
| 2009 | Nghệ sĩ có sự hợp tác xuất sắc nhất | "TTL Listen 2" (cùng Supernova)       | Đoạt giải | [ 3 ] |

#### Gaon Chart K-Pop Awards
Gaon Chart K-Pop Awards là giải thưởng được tổ chức hàng năm tại Hàn Quốc dựa trên Bảng xếp hạng âm nhạc Gaon.
| Năm  | Hạng mục                  | Đề cử cho     | Kết quả   | Ref         |
| ---- | ------------------------- | ------------- | --------- | ----------- |
| 2012 | Đĩa đơn của năm (Tháng 7) | "Roly-Poly"   | Đoạt giải | [ 4 ]       |
| 2013 | Đĩa đơn của năm (Tháng 1) | "Lovey-Dovey" | Đoạt giải | [ 5 ] [ 6 ] |

#### Golden Disk Awards
Giải thưởng đĩa vàng Golden Disk Awards là một giải thưởng thành lập năm 1986 và được trao hàng năm bởi Hiệp hội công nghiệp âm nhạc Hàn Quốc cho những thành tựu nổi bật trong ngành công nghiệp âm nhạc nước nhà Hàn Quốc.
| Năm  | Hạng mục                    | Đề cử cho      | Kết quả   | Ref         |
| ---- | --------------------------- | -------------- | --------- | ----------- |
| 2009 | Tân binh của năm            | T-ara          | Đoạt giải | [ 7 ] [ 8 ] |
| 2010 | Đĩa Bonsang                 | Breaking Heart | Đề cử     | [ 9 ]       |
| 2010 | Nghệ sĩ được yêu thích nhất | Breaking Heart | Đề cử     | [ 9 ]       |
| 2012 | Album của năm               | Funky Town     | Đề cử     | [ 10 ]      |
| 2012 | Đĩa đơn của năm             | "Lovey-Dovey"  | Đoạt giải | [ 10 ]      |
| 2012 | Nghệ sĩ được yêu thích nhất | T-ara          | Đề cử     | [ 10 ]      |
| 2016 | Giải truyền hình Giang Tô   | T-ara          | Đề cử     | [ 11 ]      |

#### Luxury Brands Model Awards
| Năm  | Hạng mục              | Đề cử cho | Kết quả   | Ref    |
| ---- | --------------------- | --------- | --------- | ------ |
| 2016 | Top Hallyu Girl Group | T-ara     | Đoạt giải | [ 12 ] |

#### MelOn Music Awards
MelOn Music Awards là một trong bốn giải thưởng lớn nhất của Hàn Quốc. Giải được trao bởi LOEN Entertainment thông qua cửa hàng âm nhạc trực tuyến Melon.
| Năm  | Hạng mục                    | Đề cử cho   | Kết quả   | Ref    |
| ---- | --------------------------- | ----------- | --------- | ------ |
| 2010 | Giải Bonsang (Top 10)       | T-ara       | Đoạt giải | [ 13 ] |
| 2011 | Giải Bonsang                | T-ara       | Đề cử     | [ 14 ] |
| 2011 | Video âm nhạc xuất sắc nhất | "Roly-Poly" | Đoạt giải | [ 14 ] |
| 2012 | Giải Bonsang                | T-ara       | Đoạt giải | [ 15 ] |

#### Mnet Asian Music Awards
Mnet Asian Music Awards giải thưởng âm nhạc lớn được tổ chức hàng năm của Hàn Quốc, được thành lập bởi công ty giải trí CJ E&M Music and Live. Đây là một trong bốn giải thưởng lớn nhất của Hàn Quốc.
| Năm  | Hạng mục                                    | Đề cử cho                            | Kết quả | Ref    |
| ---- | ------------------------------------------- | ------------------------------------ | ------- | ------ |
| 2009 | Nghệ sĩ nữ mới xuất sắc nhất                | "Lie"                                | Đề cử   | [ 16 ] |
| 2010 | Nhóm nhạc nữ xuất sắc nhất                  | "Bo Peep Bo Peep"                    | Đề cử   | [ 17 ] |
| 2010 | Nhóm nhạc nữ trình diễn Dance xuất sắc nhất | "Bo Peep Bo Peep"                    | Đề cử   | [ 17 ] |
| 2011 | Nhóm nhạc nữ trình diễn Dance xuất sắc nhất | "Roly Poly"                          | Đề cử   | [ 18 ] |
| 2011 | Ca khúc của năm                             | "Roly Poly"                          | Đề cử   | [ 18 ] |
| 2012 | Nhóm nhạc nữ xuất sắc nhất                  | T-ara                                | Đề cử   | [ 19 ] |
| 2012 | Nghệ sĩ của năm                             | T-ara                                | Đề cử   | [ 19 ] |
| 2012 | Nghệ sĩ có sự hợp tác xuất sắc nhất         | "We Were In Love" (Davichi và T-ara) | Đề cử   | [ 19 ] |

#### Mnet 20's Choice Awards
Mnet 20's Choice Awards là giải thưởng âm nhạc lớn được tổ chức hàng năm tại Hàn Quốc bởi CJ E&M.
| Năm  | Hạng mục                  | Đề cử cho | Kết quả   | Ref           |
| ---- | ------------------------- | --------- | --------- | ------------- |
| 2010 | Nghệ sĩ có ảnh hưởng nhất | T-ara     | Đoạt giải | [ 20 ] [ 21 ] |
| 2011 | Star Hot Balance          | T-ara     | Đề cử     |               |
| 2014 | Nhà vô địch Mnet Show     | T-ara     | Đoạt giải |               |

#### MTN Awards
MTN (Money Today Broadcasting) Awards được trao bởi Liên hoan phát sóng quảng cáo.
| Năm  | Hạng mục            | Đề cử cho | Kết quả   | Ref           |
| ---- | ------------------- | --------- | --------- | ------------- |
| 2011 | Người mẫu quảng cáo | T-ara     | Đoạt giải | [ 22 ] [ 23 ] |

#### Mwave K-Pop Star World Championship
Mwave K-Pop Star World Championship là sự kiện do Mwave tổ chức để người hâm mộ bình chọn cho thần tượng.
| Năm  | Hạng mục  | Đề cử cho    | Kết quả   | Ref    |
| ---- | --------- | ------------ | --------- | ------ |
| 2014 | World Cup | T-ara (Gold) | Đoạt giải | [ 24 ] |

#### SBS Awards Festival
SBS Awards Festival (Lễ trao giải truyền hình SBS) là sự kiện truyền thông lớn được tổ chức vào cuối năm bởi đài SBS.
| Năm  | Hạng mục                                            | Đề cử cho | Kết quả   | Ref |
| ---- | --------------------------------------------------- | --------- | --------- | --- |
| 2014 | Nhóm nhạc nữ Hàn Quốc nổi tiếng nhất tại Trung Quốc | T-ara     | Đoạt giải |     |
| 2015 | Nhóm nhạc nữ Hàn Quốc nổi tiếng nhất tại Trung Quốc | T-ara     | Đoạt giải |     |

#### SBS MTV Best of the Best Awards
| Năm  | Hạng mục                                     | Đề cử cho    | Kết quả   | Ref    |
| ---- | -------------------------------------------- | ------------ | --------- | ------ |
| 2011 | Video âm nhạc cho nhóm nhạc nữ xuất sắc nhất | T-ara        | Đề cử     | [ 25 ] |
| 2011 | Best Live – Global Star                      | T-ara        | Đề cử     | [ 25 ] |
| 2011 | Best Live – Girl Group                       | T-ara        | Đề cử     | [ 25 ] |
| 2014 | Best Dance Video                             | "Sugar Free" | Đoạt giải | [ 26 ] |

#### Seoul Music Awards
Seoul Music Awards là giải thưởng được thành lập năm 1990 và được trao hàng năm bởi Sports Seoul cho những nghệ sĩ có thành tựu đặc biệt trong ngành công nghiệp âm nhạc Hàn Quốc.
| Năm  | Hạng mục                    | Đề cử cho   | Kết quả   | Ref           |
| ---- | --------------------------- | ----------- | --------- | ------------- |
| 2010 | Nghệ sĩ mới xuất sắc nhất   | T-ara       | Đoạt giải | [ 27 ]        |
| 2011 | Giải Bonsang                | T-ara       | Đề cử     |               |
| 2011 | Nghệ sĩ được yêu thích nhất | T-ara       | Đề cử     |               |
| 2012 | Giải Bonsang                | T-ara       | Đoạt giải | [ 28 ]        |
| 2012 | Giải âm nhạc kỹ thuật số    | "Roly Poly" | Đoạt giải | [ 28 ] [ 29 ] |
| 2013 | Giải Bonsang                | T-ara       | Đề cử     |               |
| 2013 | Nghệ sĩ được yêu thích nhất | T-ara       | Đề cử     |               |

#### Soribada Best K-Music Awards
Soribada Best K-Music Awards (SOBA) là giải thưởng được Soribada tổ chức nhằm tôn vinh những nghệ sĩ, tác phẩm có thành tích ấn tượng trên trang web và ứng dụng của mình.
| Năm  | Hạng mục     | Đề cử cho | Kết quả   | Ref    |
| ---- | ------------ | --------- | --------- | ------ |
| 2017 | Giải Bonsang | T-ara     | Đoạt giải | [ 30 ] |

### Giải thưởng khác

#### GSL Tour Awards
| Năm  | Hạng mục                   | Đề cử cho | Kết quả   | Ref |
| ---- | -------------------------- | --------- | --------- | --- |
| 2011 | Nhóm nhạc nữ xuất sắc nhất | T-ara     | Đoạt giải |     |

#### Korea Cultural & Entertainment Awards
| Năm  | Hạng mục                           | Đề cử cho | Kết quả   | Ref    |
| ---- | ---------------------------------- | --------- | --------- | ------ |
| 2012 | Nhóm nhạc thần tượng xuất sắc nhất | T-ara     | Đoạt giải | [ 31 ] |

#### The ShowSpecial 100th Episode
| Năm  | Hạng mục                  | Đề cử cho | Kết quả   | Ref |
| ---- | ------------------------- | --------- | --------- | --- |
| 2017 | Best of Best China Choice | T-ara     | Đoạt giải |     |

### Quốc tế

#### Billboard Japan Music Awards
| Năm  | Hạng mục                                | Đề cử cho | Kết quả   | Ref    |
| ---- | --------------------------------------- | --------- | --------- | ------ |
| 2012 | Nghệ sĩ nhạc Pop xuất sắc nhất năm 2011 | T-ara     | Đoạt giải | [ 32 ] |

#### Hong Kong Youth Music Awards
| Năm  | Hạng mục          | Đề cử cho | Kết quả   | Ref    |
| ---- | ----------------- | --------- | --------- | ------ |
| 2015 | Thần tượng châu Á | T-ara     | Đoạt giải | [ 33 ] |

#### YinYueTaiV-Chart Awards
| Năm  | Hạng mục                               | Đề cử cho | Kết quả   | Ref    |
| ---- | -------------------------------------- | --------- | --------- | ------ |
| 2015 | Nghệ sĩ Hàn Quốc của năm               | T-ara     | Đoạt giải | [ 34 ] |
| 2015 | Nghệ sĩ Hàn Quốc xuất sắc nhất của năm | T-ara     | Đoạt giải | [ 34 ] |
| 2016 | Nghệ sĩ Hàn Quốc xuất sắc nhất của năm | T-ara     | Đoạt giải | [ 35 ] |
| 2017 | Nghệ sĩ Hàn Quốc xuất sắc nhất của năm | T-ara     | Đoạt giải | [ 36 ] |

## Chương trình âm nhạc
| Năm          | Ngày          | Bài hát                     | Ghi chú | Ref                                              |
| Music Bank   | Music Bank    | Music Bank                  | Music Bank | Music Bank                                       |
| ------------ | ------------- | --------------------------- | --- | ------------------------------------------------ |
| 2010         | 1 tháng 1     | "Bo Peep Bo Peep"           | | [ 37 ] [ 38 ] [ 39 ]                             |
| 2010         | 8 tháng 1     | "Bo Peep Bo Peep"           | | [ 37 ] [ 38 ] [ 39 ]                             |
| 2012         | 20 tháng 1    | "Lovey-Dovey"               | | [ 37 ] [ 38 ] [ 39 ]                             |
| 2012         | 27 tháng 1    | "Lovey-Dovey"               | | [ 37 ] [ 38 ] [ 39 ]                             |
| 2012         | 10 tháng 2    | "Lovey-Dovey"               | | [ 37 ] [ 38 ] [ 39 ]                             |
| 2012         | 17 tháng 2    | "Lovey-Dovey"               | | [ 37 ] [ 38 ] [ 39 ]                             |
| Inkigayo     |               |                             | |                                                  |
| 2010         | 3 tháng 1     | "Bo Peep Bo Peep"           | Một nghệ sĩ chỉ có thể giành chiến thắng ba lần cho một ca khúc trên Inkigayo trước khi chúng được đưa ra khỏi danh sách đề cử.     | [ 40 ] [ 41 ] [ 42 ] [ 43 ] [ 44 ]               |
| 2010         | 10 tháng 1    | "Bo Peep Bo Peep"           | Một nghệ sĩ chỉ có thể giành chiến thắng ba lần cho một ca khúc trên Inkigayo trước khi chúng được đưa ra khỏi danh sách đề cử.     | [ 40 ] [ 41 ] [ 42 ] [ 43 ] [ 44 ]               |
| 2010         | 17 tháng 1    | "Bo Peep Bo Peep"           | Một nghệ sĩ chỉ có thể giành chiến thắng ba lần cho một ca khúc trên Inkigayo trước khi chúng được đưa ra khỏi danh sách đề cử.     | [ 40 ] [ 41 ] [ 42 ] [ 43 ] [ 44 ]               |
| 2010         | 21 tháng 3    | "I Go Crazy Because Of You" | Một nghệ sĩ chỉ có thể giành chiến thắng ba lần cho một ca khúc trên Inkigayo trước khi chúng được đưa ra khỏi danh sách đề cử.     | [ 40 ] [ 41 ] [ 42 ] [ 43 ] [ 44 ]               |
| 2010         | 28 tháng 3    | "I Go Crazy Because Of You" | Một nghệ sĩ chỉ có thể giành chiến thắng ba lần cho một ca khúc trên Inkigayo trước khi chúng được đưa ra khỏi danh sách đề cử.     | [ 40 ] [ 41 ] [ 42 ] [ 43 ] [ 44 ]               |
| 2011         | 24 tháng 7    | "Roly-Poly"                 | Một nghệ sĩ chỉ có thể giành chiến thắng ba lần cho một ca khúc trên Inkigayo trước khi chúng được đưa ra khỏi danh sách đề cử.     | [ 40 ] [ 41 ] [ 42 ] [ 43 ] [ 44 ]               |
| 2012         |               |                             | Một nghệ sĩ chỉ có thể giành chiến thắng ba lần cho một ca khúc trên Inkigayo trước khi chúng được đưa ra khỏi danh sách đề cử.     | [ 40 ] [ 41 ] [ 42 ] [ 43 ] [ 44 ]               |
| 15 tháng 1   | "Lovey-Dovey" |                             | Một nghệ sĩ chỉ có thể giành chiến thắng ba lần cho một ca khúc trên Inkigayo trước khi chúng được đưa ra khỏi danh sách đề cử.     | [ 40 ] [ 41 ] [ 42 ] [ 43 ] [ 44 ]               |
| 22 tháng 1   | "Lovey-Dovey" |                             | Một nghệ sĩ chỉ có thể giành chiến thắng ba lần cho một ca khúc trên Inkigayo trước khi chúng được đưa ra khỏi danh sách đề cử.     | [ 40 ] [ 41 ] [ 42 ] [ 43 ] [ 44 ]               |
| 29 tháng 1   | "Lovey-Dovey" |                             | Một nghệ sĩ chỉ có thể giành chiến thắng ba lần cho một ca khúc trên Inkigayo trước khi chúng được đưa ra khỏi danh sách đề cử.     | [ 40 ] [ 41 ] [ 42 ] [ 43 ] [ 44 ]               |
| M! Countdown |               |                             | |                                                  |
| 2010         | 18 tháng 3    | "I Go Crazy Because Of You" | Một nghệ sĩ chỉ có thể giành chiến thắng ba lần cho một ca khúc trên M! Countdown trước khi chúng được đưa ra khỏi danh sách đề cử. | [ 45 ] [ 46 ] [ 47 ] [ 48 ] [ 49 ] [ 50 ] [ 51 ] |
| 2010         | 9 tháng 12    | "Wae Ireoni?"               | Một nghệ sĩ chỉ có thể giành chiến thắng ba lần cho một ca khúc trên M! Countdown trước khi chúng được đưa ra khỏi danh sách đề cử. | [ 45 ] [ 46 ] [ 47 ] [ 48 ] [ 49 ] [ 50 ] [ 51 ] |
| 2010         | 16 tháng 12   | "Yayaya"                    | Một nghệ sĩ chỉ có thể giành chiến thắng ba lần cho một ca khúc trên M! Countdown trước khi chúng được đưa ra khỏi danh sách đề cử. | [ 45 ] [ 46 ] [ 47 ] [ 48 ] [ 49 ] [ 50 ] [ 51 ] |
| 2011         |               |                             | Một nghệ sĩ chỉ có thể giành chiến thắng ba lần cho một ca khúc trên M! Countdown trước khi chúng được đưa ra khỏi danh sách đề cử. | [ 45 ] [ 46 ] [ 47 ] [ 48 ] [ 49 ] [ 50 ] [ 51 ] |
| 14 tháng 7   | "Roly-Poly"   |                             | Một nghệ sĩ chỉ có thể giành chiến thắng ba lần cho một ca khúc trên M! Countdown trước khi chúng được đưa ra khỏi danh sách đề cử. | [ 45 ] [ 46 ] [ 47 ] [ 48 ] [ 49 ] [ 50 ] [ 51 ] |
| 21 tháng 7   | "Roly-Poly"   |                             | Một nghệ sĩ chỉ có thể giành chiến thắng ba lần cho một ca khúc trên M! Countdown trước khi chúng được đưa ra khỏi danh sách đề cử. | [ 45 ] [ 46 ] [ 47 ] [ 48 ] [ 49 ] [ 50 ] [ 51 ] |
| 1 tháng 12   | "Cry Cry"     |                             | Một nghệ sĩ chỉ có thể giành chiến thắng ba lần cho một ca khúc trên M! Countdown trước khi chúng được đưa ra khỏi danh sách đề cử. | [ 45 ] [ 46 ] [ 47 ] [ 48 ] [ 49 ] [ 50 ] [ 51 ] |
| 8 tháng 12   | "Cry Cry"     |                             | Một nghệ sĩ chỉ có thể giành chiến thắng ba lần cho một ca khúc trên M! Countdown trước khi chúng được đưa ra khỏi danh sách đề cử. | [ 45 ] [ 46 ] [ 47 ] [ 48 ] [ 49 ] [ 50 ] [ 51 ] |
| 2012         |               |                             | Một nghệ sĩ chỉ có thể giành chiến thắng ba lần cho một ca khúc trên M! Countdown trước khi chúng được đưa ra khỏi danh sách đề cử. | [ 45 ] [ 46 ] [ 47 ] [ 48 ] [ 49 ] [ 50 ] [ 51 ] |
| 12 tháng 1   | "Lovey-Dovey" |                             | Một nghệ sĩ chỉ có thể giành chiến thắng ba lần cho một ca khúc trên M! Countdown trước khi chúng được đưa ra khỏi danh sách đề cử. | [ 45 ] [ 46 ] [ 47 ] [ 48 ] [ 49 ] [ 50 ] [ 51 ] |
| 19 tháng 1   | "Lovey-Dovey" |                             | Một nghệ sĩ chỉ có thể giành chiến thắng ba lần cho một ca khúc trên M! Countdown trước khi chúng được đưa ra khỏi danh sách đề cử. | [ 45 ] [ 46 ] [ 47 ] [ 48 ] [ 49 ] [ 50 ] [ 51 ] |
| Music On Top |               |                             | |                                                  |
| 2012         | 19 tháng 1    | "Lovey-Dovey"               | | [ 52 ]                                           |
| 2012         | 26 tháng 1    | "Lovey-Dovey"               | | [ 52 ]                                           |
| 2012         | 2 tháng 2     | "Lovey-Dovey"               | | [ 52 ]                                           |
| 2012         | 9 tháng 2     | "Lovey-Dovey"               | | [ 52 ]                                           |
| The Show     |               |                             | |                                                  |
| 2017         | 20 tháng 6    | "What's My Name?"           | |                                                  |